# جاي ر. ريد
جاي ر. ريد (بالإنجليزية: J. R. Reed)‏ هو لاعب كرة قدم أمريكية أمريكي، ولد في 11 فبراير 1982 في تامبا في الولايات المتحدة.

## وصلات خارجية
- جاي ر. ريد على موقع إي إس بي إن.كوم (أن.أف.أل)3
- جاي ر. ريد على موقع مرجع كرة القدم المحترفة.كوم (الإنجليزية)